# حاسی (استان غلیزان)
حاسی (به عربی: الحاسی) یک شهرداری در الجزایر است که در استان غلیزان واقع شده‌است.